# Mięśniolot

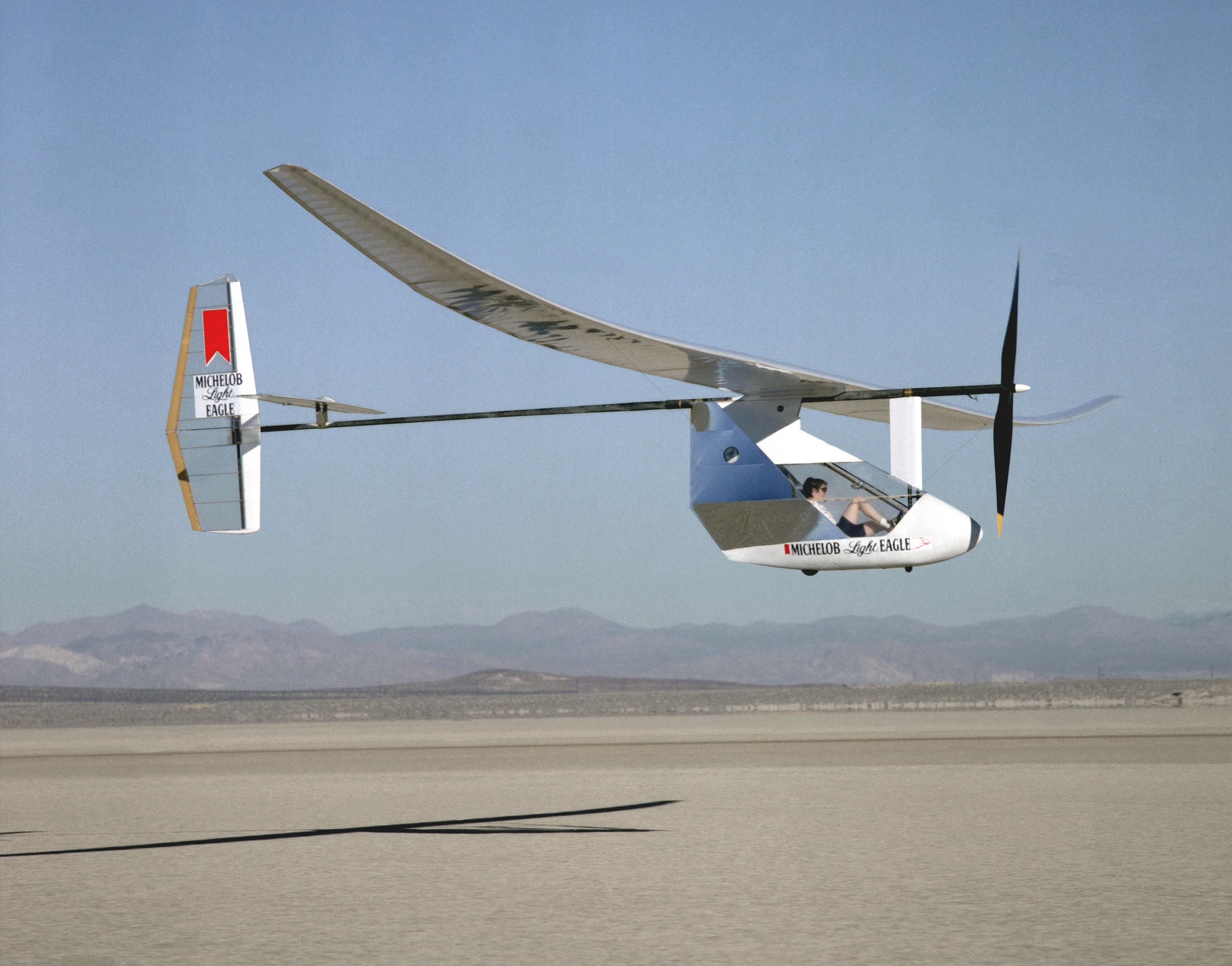
Mięśniolot Daedalus w locie

Mięśniolot – statek powietrzny cięższy od powietrza, napędzany siłą ludzkich mięśni.
Ze względu na sposób napędu mięśnioloty możemy podzielić na:
- mięśnioloty z napędem śmigłowym i nieruchomymi skrzydłami. Jest to najczęściej stosowane rozwiązanie konstrukcyjne. Mięśnioloty takie posiadają duże (o średnicy nawet do 4 m), wolnoobrotowe śmigło (najczęściej pchające) napędzane za pomocą pedałów przez pilota.
- mięśnioloty z ruchomymi skrzydłami (tzw. skrzydłowce). Wyróżniamy tu: ornitoptery – ze skrzydłami poruszającymi się na wzór ptasi i entomoptery – ze skrzydłami naśladującymi ruch owadów.
  - mięśnioloty plecakowe (bezkadłubowe) – mięśnioloty takie składają się najczęściej z pary skrzydeł przytwierdzonych do ramion i tułowia pilota.
- mięśnioloty z wirnikiem nośnym – mogą one być budowane na wzór śmigłowców (pilot napędza bezpośrednio wirnik nośny) lub wiatrakowców (pilot napędza śmigło o osi poziomej, które poprzez nadanie mięśniolotowi ruchu postępowego powoduje wytworzenie się na nienapędzanym wirniku siły nośnej)

Projekty mięśniolotów kreślił między innymi Leonardo da Vinci.
Do rozwoju mięśniolotów w drugiej połowie XX w. przyczyniło się w znacznym stopniu ustanowienie nagrody Kremera.
Jednym z najbardziej znanych mięśniolotów jest Gossamer Albatross skonstruowany przez Paula MacCready'ego. Pilotowany przez kolarza Bryana Allena przeleciał w 1979 r. kanał La Manche w czasie 2 godzin i 49 minut.
Rekord długości pokonanej trasy w jednym przelocie należy do mięśniolotu Daedalus, skonstruowanego w Massachusetts Institute of Technology. Pilotującemu go greckiemu kolarzowi Kanellosowi Kanellopoulosowi udało się w dniu 23.04.1988 pokonać dystans 115,11 km.